# Petru Groza
Petru Groza (Băcia, 7 dicembre 1884 – Bucarest, 7 gennaio 1958) è stato un politico comunista rumeno.
Fu Presidente del Presidium della Grande Assemblea Nazionale della Repubblica Popolare di Romania, carica corrispondente a quella di capo dello Stato, dal 12 giugno 1952 al 7 gennaio 1958.

## Biografia
Deputato dal 1919 al 1927 per il Fronte dei lavoratori della terra, di cui fu anche segretario, Groza fu più volte ministro (1921-1922 e 1926-1927) e quattro volte Primo ministro della Romania dal 6 marzo 1945 al 30 novembre 1946, dal 1º dicembre 1946 al 29 dicembre 1947, dal 30 dicembre 1947 al 14 aprile 1948 e dal 15 aprile 1948 al 2 giugno 1952.
Dopo la liberazione, fu ministro nei governi Sănătescu e Rădescu (1944-1945), quindi presiedette il governo del Fronte Nazionale Democratico, con i socialisti e i comunisti (1945-1952). Dopo la vittoria del Fronte nelle elezioni del 1946, avviò le riforme agrarie e nel dicembre 1947 costrinse all'abdicazione il re Michele I di Romania, mentre contemporaneamente iniziavano gli abusi di potere dei comunisti, decisi a instaurare una repubblica popolare.